# Wolfgang Glaeser
Wolfgang Glaeser (* 9. Juli 1940 in Brandenburg an der Havel; † 28. März 2020 ebenda) war ein deutscher Politiker (NDPD, FDP) und Sportfunktionär.

## Leben
Glaeser war der Sohn eines kaufmännischen Angestellten. Die Schulzeit von 1946 bis 1958 schloss er mit dem Abitur ab und studierte an der Humboldt-Universität zu Berlin Pädagogik für Sport und Geographie (1962 Staatsexamen als Fachlehrer). Von 1962 bis 1973 arbeitete er an der Kinder- und Jugendsportschule Brandenburg (Havel) als Schwimmtrainer und dann von 1973 bis 1985 als Geographie- und Sportlehrer an einer Polytechnischen Oberschule seiner Heimatstadt. 
Um der Mitgliederwerbung der SED zu entgehen, wurde er 1966 Mitglied der NDPD. Zunächst Vorsitzender eines Wohngebietsverbandes, war er ab 1974 Mitglied des Kreisvorstandes Brandenburg. 1985 ging er hauptamtlich in den NDPD-Kreisvorstand und war von 1986 bis 1990 sein Sekretär. Von 1974 bis 1989 war er auch Stadtverordneter seiner Partei in Brandenburg. Auf dem 14. Ordentlichen NDPD-Parteitag am 20./21. Januar 1990 wurde er überraschend mit 64 % zum Parteivorsitzenden gewählt. Seine Antrittsrede stieß allerdings wegen nationalistischer Tendenzen bei Teilen der Mitgliedschaft nicht auf Zustimmung, sodass er, nachdem Teile der Parteizentrale ihm die Gefolgschaft verweigerten, am 23. Januar 1990 wieder zurücktrat. Vom 11. Februar bis zum kooperativen Beitritt zum Bund Freier Demokraten (BFD) am 28. März 1990 war er Mitglied des Parteivorstandes der NDPD, danach Mitglied im Bundesvorstand des BFD.
Seit 1990 war Glaeser Mitglied der FDP und seitdem auch längere Zeit stellvertretender Kreisvorsitzender in Brandenburg (Havel). Seit 1991 war er auch Mitglied des Landesvorstandes der FDP Brandenburg. Darin war Glaeser Vorsitzender des Landesfachausschusses Sport und seit 1992 auch Mitglied des Bundesfachausschusses Sport der FDP.
Von Oktober 1991 bis Dezember 2001 war er hauptamtlich Geschäftsführer der brandenburgischen FDP-nahen Karl-Hamann-Stiftung, anschließend dann ehrenamtlich Mitglied des Kuratoriums der Stiftung. Seit 2002 war er Referent und Leiter des Regionalprogramms Brandenburg der Friedrich-Naumann-Stiftung in Potsdam-Babelsberg. Von 1991 bis 2005 war er ehrenamtlicher Geschäftsführer des Landesverbandes Brandenburg der Vereinigung liberaler Kommunalpolitiker (VLK).
Glaeser war 1991 Geschäftsführer des Landesschwimmverbandes Brandenburg. Außerdem war er von 1992 bis 2005 Vorsitzender des Sportvereins SV Wasserfreunde Brandenburg.
Glaeser war verheiratet und hat zwei Kinder aus erster Ehe und einen Sohn aus zweiter Ehe.